# دانيلا حاييم
دانيلا حاييم (بالإنجليزية: Danielle Haim)‏ هي موسيقية ومغنية وملحنة وكاتبة غنائية أمريكية، ولدت في 16 فبراير 1989 في لوس أنجلوس في الولايات المتحدة.

## روابط خارجية
- دانيلا حاييم على موقع IMDb (الإنجليزية)
- دانيلا حاييم على موقع ميوزك برينز (الإنجليزية)
- دانيلا حاييم على موقع أول ميوزيك (الإنجليزية)
- دانيلا حاييم على موقع ديسكوغز (الإنجليزية)
- دانيلا حاييم على موقع قاعدة بيانات الفيلم (الإنجليزية)